# Дерев'янське сільське поселення
Дерев'я́нське сільське поселення (рос. Деревянское сельское поселение) — муніципальне утворення у складі Усть-Куломського району Республіки Комі, Росія. Адміністративний центр та єдиний населений пункт — село Дерев'янськ.

## Населення
Населення — 682 особи (2017, 796 у 2010, 1058 у 2002, 1394 у 1989).